# Schlotheimia tecta
Schlotheimia tecta är en bladmossart som beskrevs av J. D. Hooker och William M. Wilson 1844. Schlotheimia tecta ingår i släktet Schlotheimia och familjen Orthotrichaceae. Inga underarter finns listade i Catalogue of Life.